# Медаль «70 лет освобождения Украины от фашистских захватчиков»

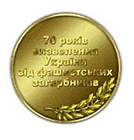
Реверс медали

Медаль «70 лет освобождения Украины от фашистских захватчиков» (укр. медаль «70 років визволення України від фашистських загарбників» ) — знак отличия президента Украины — государственная награда Украины, установленная с целью достойного награждения граждан по случаю 70-й годовщины освобождения Украины от фашистских захватчиков в Великой Отечественной войне 1941—1945 годов.

## История награды
- 19 октября 2012 года указом президента Украины В. Ф. Януковича «О мероприятиях в связи с празднованием 70-й годовщины освобождения Украины от фашистских захватчиков и 70-й годовщины Победы в Великой Отечественной войне 1941—1945 годов»[1] Кабинету Министров Украины было поручено внести в двухмесячный срок предложения по установлению знака отличия президента Украины — медали «70 лет освобождения Украины от фашистских захватчиков». 22 мая 2013 года Кабинет Министров Украины утвердил план, предусматривающий изготовление юбилейной медали «70 лет освобождения Украины от фашистских захватчиков» до 1 июня 2014 года.[2]
- Знак отличия президента Украины — медаль «70 лет освобождения Украины от фашистских захватчиков» учреждена Указом президента Украины Петра Порошенко 28 октября 2014 года.

## Положение о медали
Медалью награждаются:
1. участники боевых действий периода Великой Отечественной войны 1941−1945 гг;
2. инвалиды войны из числа лиц — участников боевых действий Великой Отечественной войны 1941—1945 лет,
3. бывшие несовершеннолетние (которым на момент заключения не исполнилось 18 лет) узники концентрационных лагерей, гетто, других мест принудительного содержания, созданных фашистской Германией и её союзниками в период Великой Отечественной войны и Второй мировой войны, а также дети, которые родились в указанных местах принудительного содержания их родителей;
4. бывшие малолетние (которым на момент заключения не исполнилось 14 лет) узники концентрационных лагерей, гетто и других мест принудительного содержания, признанных инвалидами от общего заболевания, трудового увечья и по другим причинам.

Вместе с медалью вручается удостоверение установленного образца.

## Описание медали
Медаль изготавливается из латуни и имеет форму круга диаметром 32 мм. На лицевой стороне медали — изображение монумента-скульптуры «Родина-мать» в Киеве. В левой части знака — надпись «1944», в правой — «2014». В нижней части — изображение лавровой ветви.
На оборотной стороне медали в центре — надпись «70 лет освобождения Украины от фашистских захватчиков» в пять строк. В нижней части правой стороны — изображение лавровой ветви.
Все изображения и надписи рельефные. Знак обрамлен бортиком.
С помощью кольца с ушком медаль соединяется с пятиугольной колодкой (которая применялась в СССР во время Великой Отечественной войны), обтянутой шелковой муаровой лентой серого цвета с двумя полосками синего и жёлтого цветов по краям. Ширина ленты − 24 мм, ширина полосок — по 2 мм каждая. На обратной стороне колодки — застёжка для прикрепления медали к одежде. Примечательно, что эта медаль единственная из наград Украины с пятиугольной колодкой.
Планка медали представляет собой прямоугольную металлическую пластинку, обтянутую лентой, как на колодке медали. Размер планки: высота — 12 мм, ширина — 24 мм.